# Giovanni Canova
Giovanni Canova (Canicattì, 27 luglio 1880 – Torino, 28 ottobre 1960) è stato uno schermidore italiano, specializzato nella sciabola. Ha vinto una medaglia d'oro e di una di bronzo nella scherma ai Giochi olimpici. I genitori erano originari di Camandona (Biella), trasferiti in Sicilia per lavoro. È stato un ingegnere, tra le altre cose progettista della Galleria San Federico di Torino.

## Palmarès

### Giochi olimpici
Individuale
A squadre
- Oro nella spada ad Anversa 1920
- Bronzo nella spada a Parigi 1924